# Коэффициент асимметрии

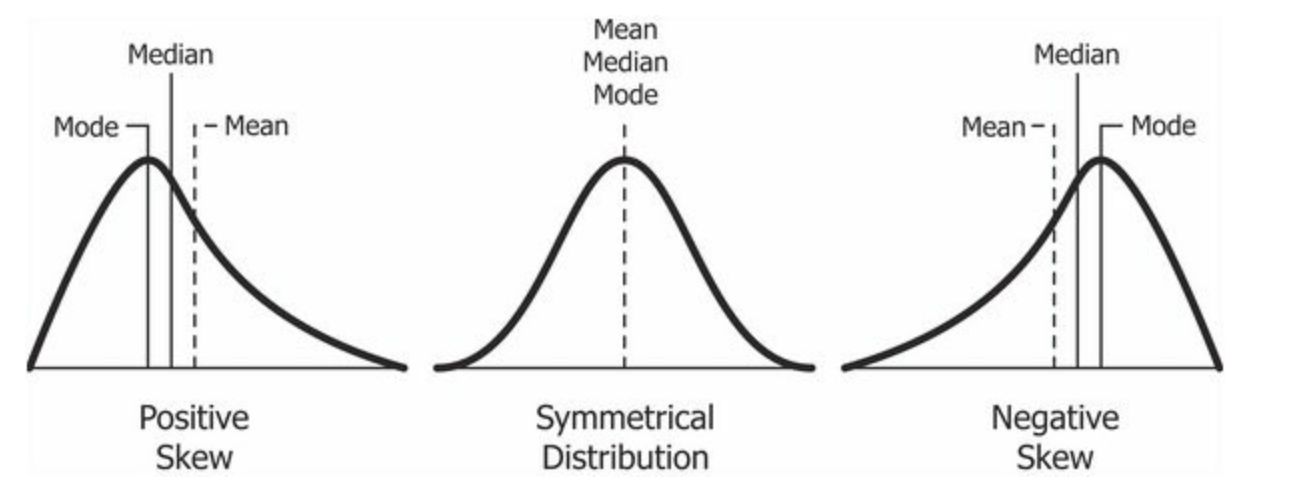
Соотношения между средним, модой и медианой у распределений с положительной, нулевой и отрицательной асимметрией

Коэффицие́нт асимметри́и — в теории вероятностей величина, характеризующая асимметрию распределения данной случайной величины.

## Определение
Пусть задана случайная величина {\displaystyle X}, и {\displaystyle \mu _{3}} обозначает третий центральный момент: {\displaystyle \mu _{3}=\mathbb {E} \left[(X-\mathbb {E} [X])^{3}\right]}, а {\displaystyle \sigma ={\sqrt {\mathrm {D} [X]}}} — стандартное отклонение {\displaystyle X}. Тогда коэффициент асимметрии задаётся формулой:
{\displaystyle A_{S}={\frac {\mu _{3}}{\sigma ^{3}}}}.

## Замечания
- Неформально говоря, коэффициент асимметрии положителен, если правый хвост распределения длиннее левого, и отрицателен в противном случае.
- Если распределение симметрично относительно математического ожидания, то его коэффициент асимметрии равен нулю[2].